# Rio Sul Center
O Rio Sul Center (também conhecido como Torre do Rio Sul) é um arranha-céu de 48 andares de 164 m (538.058 ft) de altura, localizado em Botafogo no Rio de Janeiro, Rio de Janeiro. Atualmente é o edifício mais alto do estado do Rio e é o 16º maior edifício do Brasil. Quando foi inaugurado era o 3º maior, superado pelo Mirante do Vale e pelo Edifício Itália, ambos em São Paulo. Foi projetado pelos arquitetos Ulysses Burlamaqui e Alexandre Chan.
Na Torre do Rio Sul fica localizada a filial da RedeTV! na capital carioca. 